# Grand collier de l'État de Palestine
Le grand collier de l'État de Palestine est l'ordre civil le plus élevé de l'État de Palestine. Il peut être décerné à des dignitaires étrangers, des rois, des chefs d'État ou de gouvernement et des personnes de rang similaire par l'État de Palestine.

## Récipiendaires notables
- Salmane ben Abdelaziz Al Saoud , roi d'Arabie Saoudite[2]
- Hamed ben Issa Al Khalifa , roi de Bahreïn[3]
- Cheikh Nawaf al-Ahmad al-Jaber al-Sabah , émir du Koweït, président de l'Assemblée nationale Marzouq Al-Ghanem et Premier ministre Jaber al-Moubarak al-Ahmad al-Sabah[4]
- Vladimir Poutine , président de la fédération de Russie[5]
- Dmitri Medvedev , président de la fédération de Russie[6]
- François Hollande , président de la République française[7]
- Giorgio Napolitano , président de la République italienne[8]
- Béji Caïd Essebsi , président de la République tunisienne[9]
- Sebastián Piñera , président de la République du Chili[10]
- Xi Jinping , président de la République populaire de Chine
- Khalifa ben Zayed Al Nahyane , président des Émirats arabes unis[11]
- Narendra Modi , président de la République de l'Inde[12]
- José Luis Rodríguez Zapatero , président du gouvernement d'Espagne[13]
- Al-Walid ben Talal Al Saoud , prince et homme d'affaires saoudien , fils de Talal ben Abdelaziz Al Saoud, petit-fils d'Ibn Saoud[14]
- Kaïs Saïed , président de la République tunisienne[15]
- Abdelmadjid Tebboune , président de la République algérienne démocratique et populaire[16]